# Adicella hakkariensis
Adicella hakkariensis là một loài Trichoptera trong họ Leptoceridae. Chúng phân bố ở miền Cổ bắc.